# Pich Sina
Pich Sina (16 marzo 1982) è un ex calciatore cambogiano, di ruolo attaccante.

## Carriera

### Nazionale
Ha esordito in Nazionale nel 2008, giocando 5 partite.